# 特里维
特里维（法語：Trivy，法語發音：[tʁivi]）是法国索恩-卢瓦尔省的一个市镇，属于马孔区。

## 地理
特里维（46°23'11"N, 4°29'32"E）面积11.64 平方千米，位于法国勃艮第-弗朗什-孔泰大區索恩-卢瓦尔省，该省份为法国中部省份，北起顺时针与科多尔省、汝拉省、安省、罗讷省、卢瓦尔省、阿列省和涅夫勒省接壤。
与特里维接壤的市镇（或旧市镇、城区）包括：锡维尼翁、栋皮埃尔莱索尔姆、韦罗夫尔。

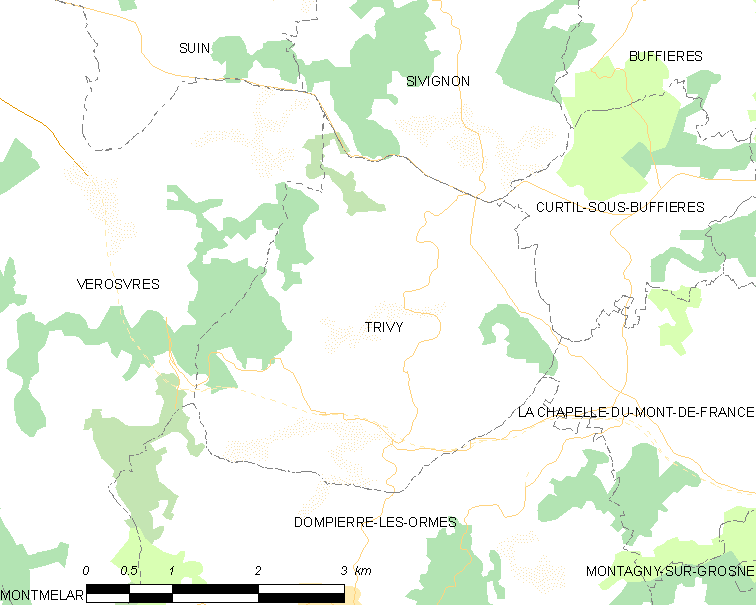
特里维的OSM定位图

特里维的时区为UTC+01:00、UTC+02:00（夏令时）。

## 行政
特里维的邮政编码为71520，INSEE市镇编码为71547。

## 政治
特里维所属的省级选区为拉沙佩勒德甘谢县。

## 人口

1962-2008年间特里维人口变化图示

特里维于2022年1月1日时的人口数量为259人。